# Prayut Chan-o-cha
Prayut Chan-o-cha (en thaï : ประยุทธ์ จันทร์ โอชา ; RTGS : Prayut Chan-ocha, /prā.jút tɕān.ʔōː.tɕʰāː/), né le 21 mars 1954 à Nakhon Ratchasima, est un militaire et homme d'État thaïlandais. Premier ministre du 22 mai 2014 au 23 août 2023, il est aussi commandant en chef de l'Armée royale thaïlandaise du 30 septembre 2010 au 1er octobre 2014. Adversaire de l'ancien Premier ministre Thaksin Shinawatra, il est en 2009 l'un des principaux partisans de la répression militaire des chemises rouges.
Le 20 mai 2014, après plusieurs mois de crise politique, Prayut Chan-o-cha déclare la loi martiale dans le pays avant de réaliser deux jours plus tard un coup d'État contre le gouvernement en place. Soutenu par le roi Rama IX, il est élu Premier ministre par l'Assemblée nationale législative le 21 août suivant.

## Carrière militaire

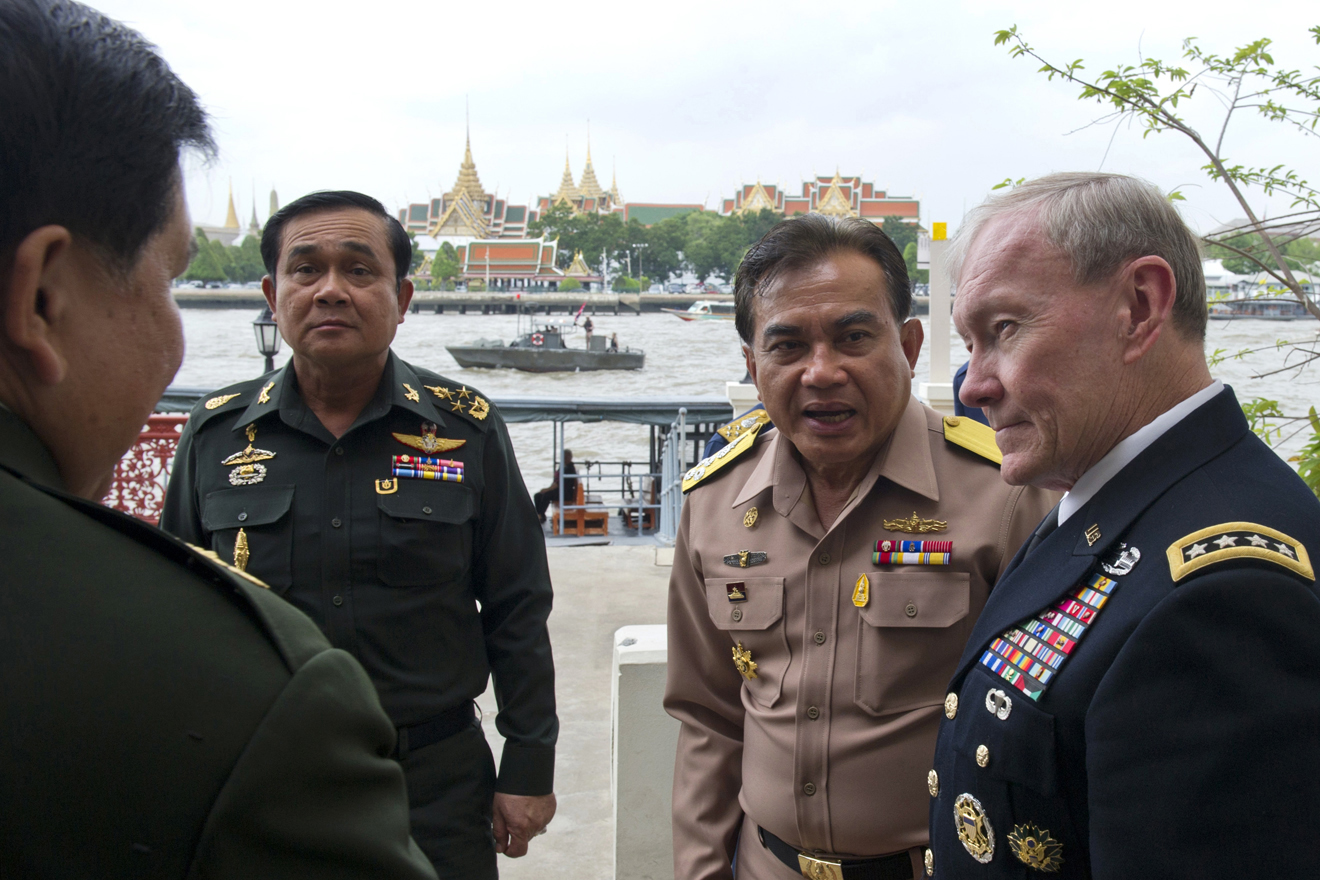
Prayut Chan-o-cha (à gauche) rencontre le général américain Martin Dempsey (à droite) lors de sa visite à Bangkok en 2012.

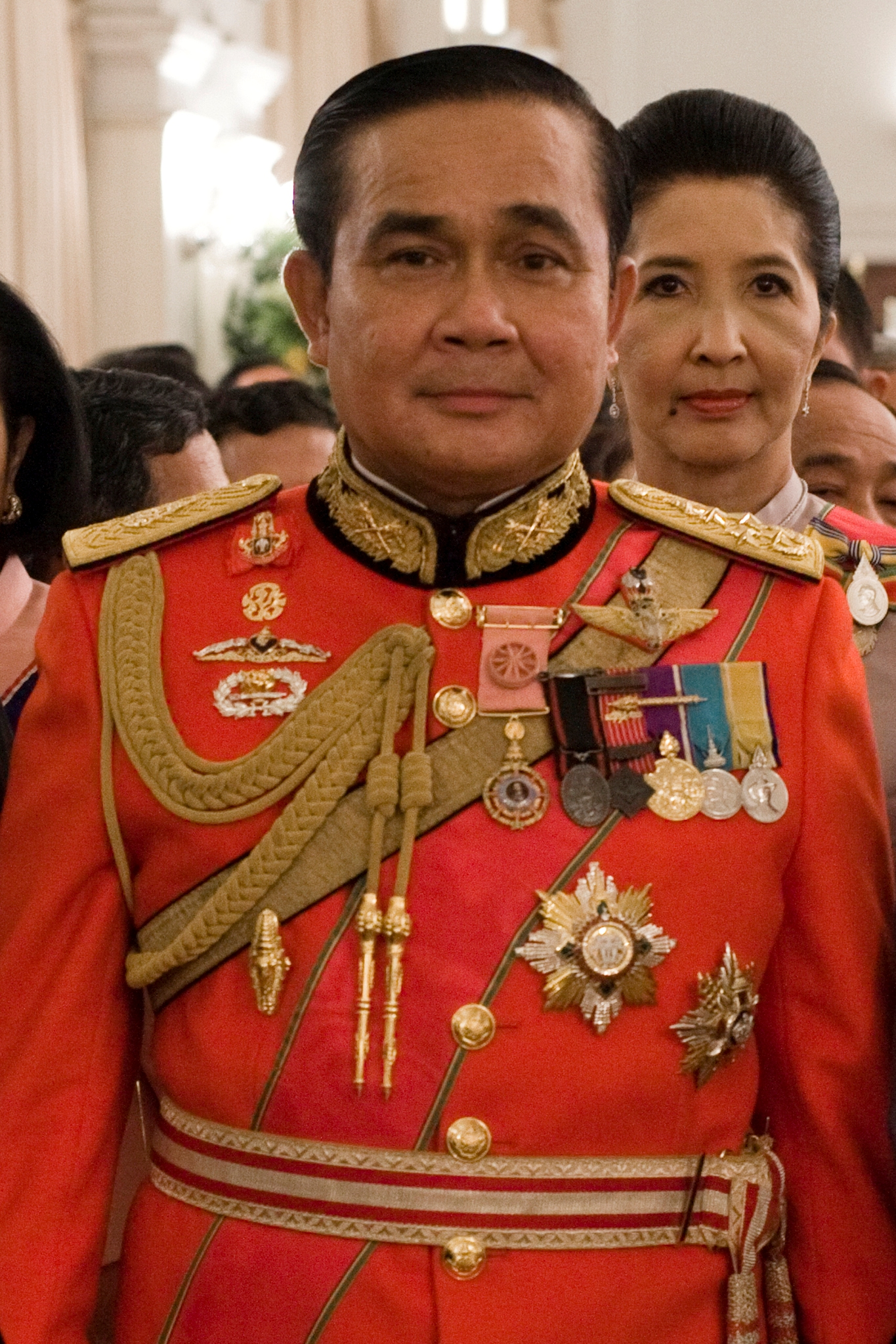
Prayut Chan-o-cha, trois ans avant le coup d'État de mai 2014.

De 2002 à 2003, Prayut Chan-o-cha sert comme général commandant adjoint de la 2e division d'infanterie de l'Armée royale thaïlandaise, puis comme commandant de cette division jusqu'en 2005. Il est ensuite nommé commandant général adjoint de la Première région militaire en 2005, puis commandant général de cette région l'année suivante.
En 2008, il est promu chef d'État-major de l'Armée royale thaïlandaise, avant de prendre le commandement en chef de celle-ci en 2010, succédant à Anupong Paochinda.

## Carrière politique
Après le coup d'État de 2006, Prayut Chan-o-cha est nommé à l'Assemblée législative nationale. À ce titre, il rejoint le Comité de l'environnement et des ressources naturelles. Prayuth participe également aux conseils d'administration d'un certain nombre de sociétés privées ou publiques.
De 2007 à 2010, il est administrateur indépendant de la Thai Oil Public Co Ltd et depuis 2010, le directeur de la Thai Military Bank.
Il est aussi, jusqu'en 2019, le président du club de football thaïlandais Army United FC.

### Prise de pouvoir
Le 20 mai 2014, après plusieurs mois de crise politique, Prayut Chan-o-cha déclare la loi martiale dans le pays. Deux jours plus tard, il provoque le coup d'État contre le gouvernement en place. Soutenu par le roi Rama IX, il est élu Premier ministre par l'Assemblée nationale le 21 août suivant,,. La société thaïlandaise est divisée entre les partisans de Yingluck Shinawatra, principalement des riziculteurs et les pauvres, et les élites de Bangkok, dont les généraux au pouvoir, qui les exècrent comme de « dangereux populistes ».
Un référendum se déroule le 7 août 2016 à l'issue duquel est adoptée une nouvelle constitution qui donne davantage de pouvoirs à la junte.  Elle accorde à celle-ci le pouvoir de nommer l’intégralité des membres du Sénat et élargit les possibilités de nomination du Premier ministre, qui ne doit désormais plus être issu du Parlement, facilitant ainsi la nomination d’un militaire.
Sur le plan économique, la junte met en place diverses politiques qui ont creusé les inégalités de salaires et favorisé les secteurs de pointe, au détriment des classes pauvres et rurales du Nord et du Nord-Est.
Le 5 juin 2019, après les élections législatives, entachées de graves irrégularités, il est réélu Premier ministre par le Parlement. Nombre de ses ministres sont d’ex-généraux. Les libertés civiles restent très restreintes et l’opposition est fortement surveillée.
Le 19 septembre 2020, une manifestation réclamant sa démission rassemble des milliers de personnes, une première depuis 2014. Le pouvoir est notamment impopulaire auprès d'une partie de la jeunesse, lassée de la mainmise des oligarques et des militaires sur la société, et surtout dans les campagnes défavorisées.
La Cour constitutionnelle le suspend de ses fonctions à titre temporaire le 24 août 2022, par cinq voix contre quatre, le temps de décider s'il peut rester en poste alors que la Constitution de 2017 interdit au chef du gouvernement de rester en responsabilité pendant plus de huit ans. Le général Prawit Wongsuwan, chef du principal parti soutenant l'exécutif, le remplace par intérim tandis que les soutiens de Prayut Chan-o-cha considèrent que la norme constitutionnelle s'applique de manière non-rétroactive depuis son élection par le Parlement en mars 2019. La Cour constitutionnelle conclut finalement, le 30 septembre 2022, que son mandat a commencé le 6 avril 2017, soit au début de l'entrée en vigueur de la constitution de 2017.
Au terme de son mandat, la Thaïlande reste un pays profondément inégalitaire et affiche l'un des taux de croissance les plus faibles d'Asie du Sud-Est.
Le 20 mars 2023, il dissout le Parlement et provoque des élections anticipées.
Lors des élections du 14 mai 2023, il est largement battu, aux élections législatives en arrivant en troisième position. La Junte manœuvre ensuite pour empêcher le parti vainqueur du scrutin, la formation réformiste Aller de l'avant, de prendre la tête du prochain gouvernement. Son chef de file, Pita Limjaroenrat, est même destitué de son mandat de député.